# 大通乡
大通乡，是中华人民共和国吉林省白城市洮南市下辖的一个乡镇级行政单位。

## 行政区划
大通乡下辖以下地区：
会清村、爱国村、德信村、林发村、双余村、申家村、长安村、赵民村、富乐村、湖沧村、三富村、黄花村、丰收村和四海村。